# Reževiće
Reževiće (cyr. Режевиће) – wieś w Serbii, w okręgu raskim, w gminie Tutin. W 2011 roku liczyła 110 mieszkańców.